# Nebet, kraljica Egipta
Nebet je bila kraljica supruga drevnog Egipta iz 5. dinastije.

## Životopis
Nebetini su roditelji nepoznati. Bila je glavna supruga faraona Unasa, zadnjeg vladara 5. dinastije, te majka krunskog princa Unas-anka. Njezin sin je trebao biti očev nasljednik, ali je umro prije njega. Bila je majka ili maćeha princeze Iput, koja je poslije postala kraljica. Posjedovala je imanja.

## Pokop
Nebet je pokopana u mastabi u Sakari blizu svog muža. Tu je pokopana i druga Unasova žena, Kenut.

## Naslovi
- "Velika od hetes-žezla"
- "Ona koja gleda Horusa i Seta"
- "Kraljeva žena, njegova voljena"
- "Horusova družica"

Ovi naslovi povezuju Nebet s Unasom, koji je - kao faraon - bio viđen jednakim bogu Horusu, čija je družica bila Hator.